# Níger
|  | Per a altres significats, vegeu «Níger (desambiguació)». |

El Níger, oficialment la República del Níger (Jamhuriyar Nijar en haussa, llengua oficial, République du Niger en francès) és un estat de l'Àfrica Occidental. Limita al sud amb Nigèria i Benín, a l'oest amb Burkina Faso i Mali, al nord amb Algèria i Líbia i a l'est amb el Txad. La seva capital és Niamey. Amb una superfície d'1.267.000 km², la seva extensió és comparable a les àrees reunides de l'estat espanyol i Turquia. Les seves zones septentrional i central es troben a les àrees desèrtiques del Sàhara i el Sahel. La seva població, de 15.306.252 habitants, és majoritàriament musulmana i es concentra a la franja meridional, en particular a la regió sud-occidental a la vora del riu Níger. Està dividit en set departaments i el districte de la seva capital, Niamey.
El Níger va ser una colònia europea de l'Àfrica Occidental Francesa, que va accedir a la independència el 1960. La seva economia és una de les més pobres del món i dos terços de la població viu sota el llindar de pobresa. L'índex de desenvolupament humà el 2010 era el tercer més baix del món. És un estat ric en minerals, entre els quals destaca l'urani, un producte valuós el preu del qual, no obstant això, registra fortes fluctuacions. Amb prou feines el 3,9% del seu territori és apte per a l'agricultura, la qual cosa sumada a les sequeres i a la desertificació del territori, el fa vulnerable a les fams. El govern, així mateix, ha iniciat l'exploració i els projectes d'exploració de jaciments d'or i de petroli.
La seva democràcia és inestable i ha sofert diversos cops d'estat en les últimes dècades, l'últim el febrer del 2010, quan es va deposar el president Tandja Mamadou després de 10 anys en el poder. Fins a l'abril del 2011 l'estat va ser governat per una Junta Militar encapçalada per l'oficial Salou Djibo, fins al lliurament del poder al vencedor de les eleccions de l'any 2011, l'actual president Mahamadou Issoufu.

## Història

### Prehistòria

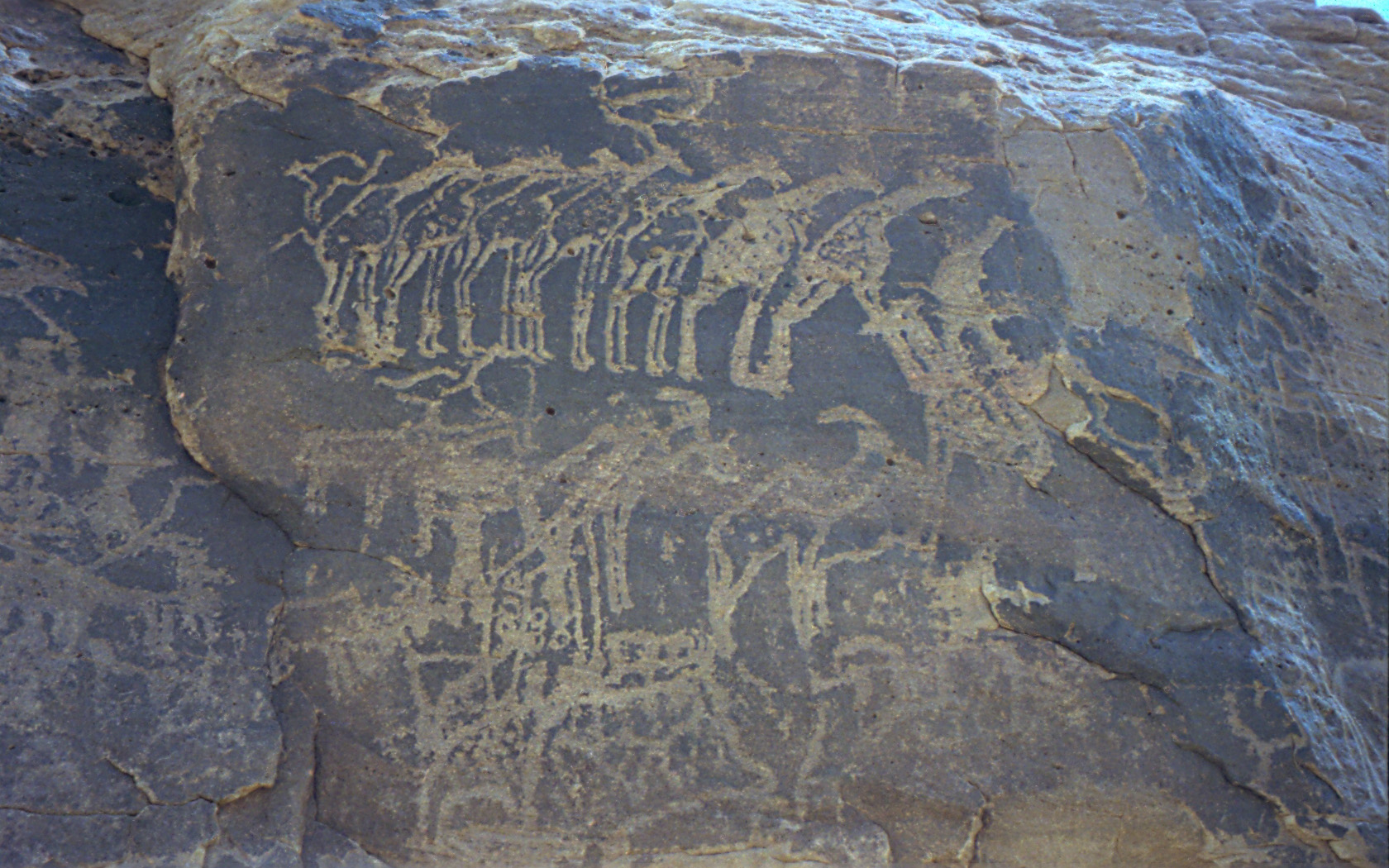
Vestigis d'art rupestre a prop de Tiguidit

El territori nigerí ha estat habitat des de fa més de 60.000 anys, segons ho demostra l'evidència arqueològica trobada. Aquest descobriment entronca amb l'evidència botànica, climàtica i geològica, que indica que en aquests temps el procés de desertificació de tota la regió nord de l'estat encara no havia començat o era tot just incipient. Grups que vivien del pasturatge van deixar pintures rupestres d'una abundant vida silvestre, animals domèstics i carretes, així com una complexa cultura que es remunta almenys al X mil·lenni aC, que va destacar per les seves obres en ceràmica així com per la tècnica en el desenvolupament d'arcs i fletxes. D'aquest període queden així mateix petjades d'una activa hidrografia, quan durant el Neolític el clima es va fer clement, i el riu Níger i el llac Txad van registrar els màxims nivells. Encara que fa sis mil anys les regions septentrionals situades al Sàhara seguien sent fèrtils, el desert ja havia avançat notablement a l'actual Níger cap al segle XXV aC.

### Influència islàmica

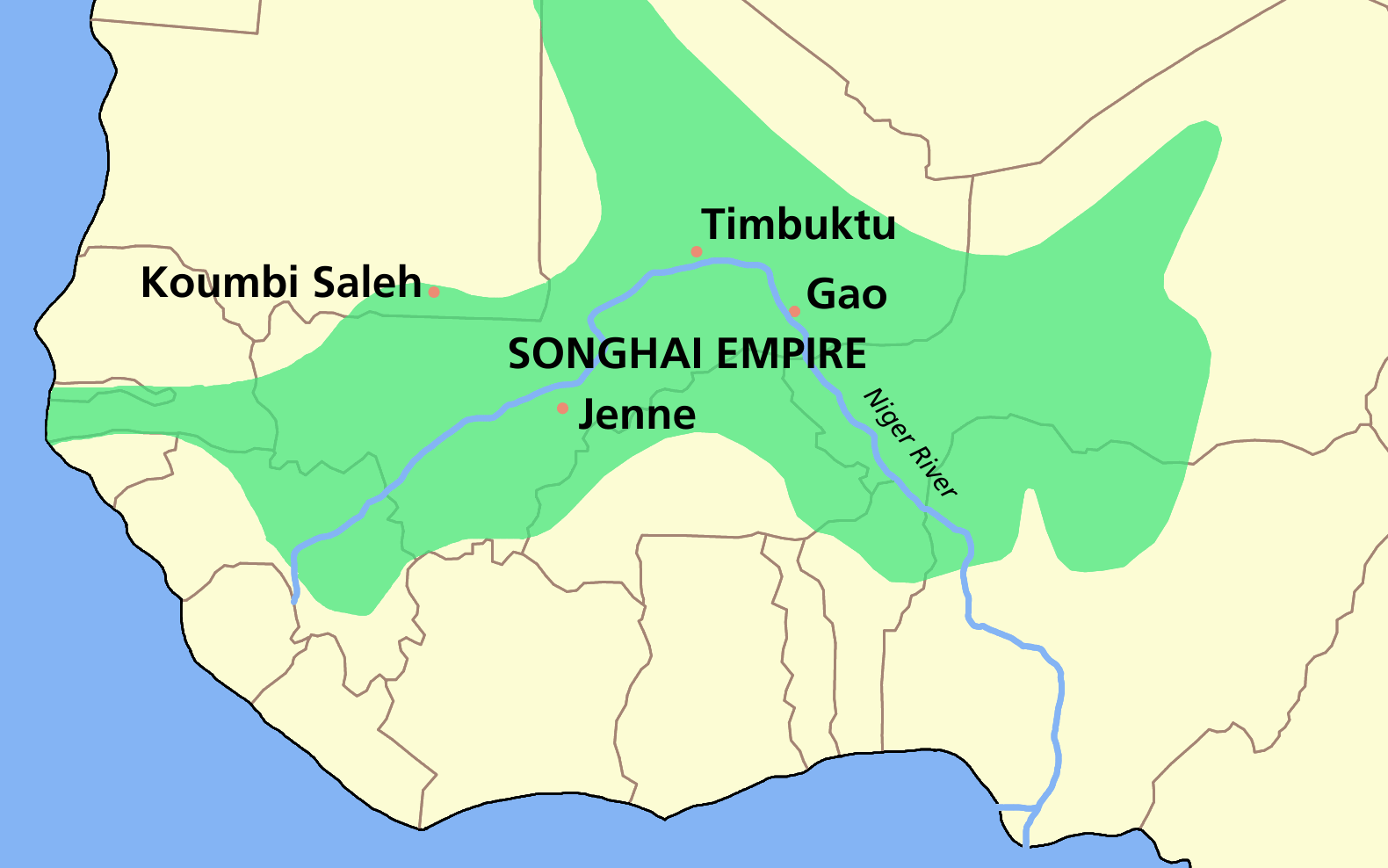
Extensió de l'Imperi songhai (segles VII-XVI)

Els primers contactes amb els musulmans es van produir al Kawar (a la frontera amb Fezzan) en temps d'Uqba ibn Nafi i després van continuar amb contactes comercials entre els ibadites del Magrib i la regió de l'Aïr. Els massufa (del grup amazic sanhadja) de Mauritània i Mali van crear establiments a Takadda (Teggidan, Tesemt/Azelik) i al massís de l'Aïr. El 1353 va visitar la regió Ibn Battuta, que esmenta el nom de dos cadis locals.
Des de principis del segle xii, els tuaregs van construir grans federacions, que van expandir la seva influència cap al sud, a les muntanyes d'Air, desplaçant els seus antics habitants cap a territoris encara més meridionals. En el seu moment de major poder, aquesta entitat va controlar l'actual Níger i exercia un gran pes a la zona septentrional de Nigèria.
L'Imperi songhai es va expandir a l'actual Níger des de principis del segle xiv, controlant fins a Agadez abans del seu col·lapse el 1591, entitat de la qual els pobles zarma i songhai guarden traces. Després de la caiguda, algunes parts de l'imperi i refugiats de l'actual Mali van conformar una sèrie d'estats Songhai, dels quals el Regne dendi va ser el més poderós.
Entre els segles x i xix, va aparèixer el poderós Imperi hausa que creixia en controlar les rutes de les caravanes que creuaven el Sàhara i dominava la regió més fèrtil del sud del territori. L'apogeu d'aquesta cultura es va produir al voltant del 1400 per començar a decaure amb la conquesta europea del Níger en el segle xviii. La fundació del soldanat d'Agades o de l'Aïr que va suplantar Tajadda va tenir gran importància i fou reconegut pel califat al segle xv; va estar sotmès als askies i a Bornu, i fou el gendarme del comerç transaharià. La creació de la zawiya dels Kadiriyya a l'Aïr (a Agades i altres llocs) fou seguida de la dels Shahdiliyya, que tenien importància a mitjan segle xvii. Els tuaregs van tenir-hi una confraria pròpia al segle xvi fundada per Sidi Mahmud al-Baghdadí (mort com a màrtir a l'inici del segle). Altres confraries foren els Suhrawardiyya i els Khalwatiyya, probablement derivacions dels Mahmudiyya. Des de l'Aïr el sufisme es va estendre a l'Azawagh (territori veí) i després cap al territori d'Imanan al país de Zerma, i cap a una zawiya creada sota influència de Bornu a Kalumbardo, prop del llac Txad.

### L'arribada dels europeus
En el segle xix el contacte amb Occident va començar mitjançant les exploracions, en particular les del naturalista Mungo Park i l'explorador alemany Heinrich Barth al servei de l'Imperi Britànic. De fet, els poders colonials estaven interessats a connectar els seus enclavaments orientals i occidentals al continent africà, per la qual cosa l'existència d'una font d'aigua com el llac Txad va intensificar encara més l'interès per la regió.
Els britànics i els francesos es van dividir la regió sobre el paper, fixant el límit més al nord de la frontera final, que va ser estesa per l'oficial Parfait-Louis Monteil en els anys 1890. Encara que els esforços francesos per controlar la regió van començar abans del 1900, diversos grups no van ser sotmesos sinó fins al 1922, quan es va consolidar la colònia.
A la meitat del segle xviii es va iniciar un moviment reformista a Agades dirigit per Djibril ibn Umar, nadiu de la ciutat, mort el 1784. Entre els seus deixebles hi va haver Osman Dan Fodio (Uthman ibn Fudi), que va acabar criticant el seu mestre; ja els tuaregs d'Iborkarayan o Aït Awari s'havien pronunciat per idees similars i havien atacat poblacions de l'Azawagh i de l'Aïr. Osman Dan Fodio va crear un imperi que va abraçar el Níger a Agades, Gobir, Aït Awari (on governava Muhammad al-Djaylani), tuaregs Kel Geres, tuaregs Iwellemmeden (Kel es-Suk) i d'altres. El 1870 hi van penetrar els senusites (Sanusiyya) pel nord. Kaussen es va revoltar contra els francesos a Agades i l'Aïr amb suport de turcs i alemanys que tenien base al Fezzan.
Ag Mohammed Wau Teguidda Kaocen o Kaussen (1880-1919) era l'amenokal (cap) d'Ikazkazan, de la secta dels sanusiyyes, la qual el mes d'octubre del 1914 havia declarat el gihad contra els francesos a l'oasi de Kufra al Fezzan. Kaocen va començar a preparar la rebel·lió a l'Aïr. Taghama, el sultà d'Agadès, d'acord amb els rebels, va convèncer els francesos que els tuaregs de l'Aïr romanien lleials i així foren sorpresos a Agadès per les forces de Kaocen (en francès Kaoussen) i del seu germà Mokhtar Kodogo (en total uns mil soldats) el 17 de desembre de 1916; deixà la guarnició assetjada al fortí; amb fusells capturats als italians a Líbia van derrotar les columnes franceses enviades a Agadès i es van apoderar de totes les viles de l'Aïr, incloent Ingall, Assodé i Aouderas. L'antic amenokal Firhoum es va escapar dels mateixos francesos durant el 1916 i ara es trobava al nord de Mali. El 3 de març de 1917 una força francesa important va arribar des de Zinder i va rescatar la guarnició per després recuperar les ciutats ocupades. Les represàlies franceses fores cruels i desproporcionades, especialment contra els marabuts locals, tot i que molts ni eren tuaregs ni havien donat suport a la rebel·lió; hi va haver nombroses execucions sumàries a Agadès i Ingall (unes 130). El soldà Taghama fou deposat i substituït per Ibrahim ad-Dusuqi ibn Ahmad ar-Raffa. Les poblacions de l'Aïr van emigrar i els centres islàmics foren abandonats durant uns anys. La colonització francesa es va concretar totalment en el segle xx, quan l'actual territori del Níger va passar a formar part de l'Àfrica Occidental Francesa, situació que va persistir fins al 1958.

### Colonització francesa
- Articles detallats: Territori Militar de Zinder, Territori Militar del Níger, Territori del Níger i colònia del Níger.

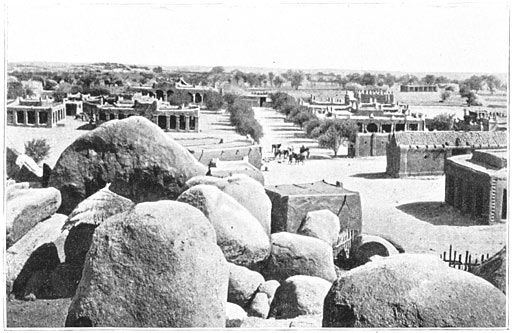
Vista de Zinder el 1906

La colonització francesa es va realitzar a la fi del segle xix. Les forces colonials van trobar més oposició de la que esperaven; llançaren l'expedició punitiva Voulet-Chanoîne, arrasaren el sud del país entre 1898 i 1899, deixant al seu pas tot un seguit d'atrocitats. El límit definitiu entre les colònies franceses i britàniques es va fixar el 1904, el qual seguia el curs del riu Níger, des de Timbuctú fins al llac Txad.
Durant el seu domini colonial, els francesos van afavorir l'ètnia zarma així com els practicants de la religió musulmana, doncs presentava més concordances amb el seu sistema que les estructures indígenes animistes. Algunes pràctiques religioses que van ser percebudes com a amenaçadores per l'administració local van ser suprimides.
Encara que les revoltes dels tuaregs van continuar, després del setge d'Agadès el 1916 i el 1917 els francesos van controlar la zona. A partir de llavors l'actual territori del Níger va passar a formar part de l'Àfrica Occidental Francesa. La capital se'n trobava a Dakar, Senegal, amb un governador local a Niamey. El 1931 desenes de milers de persones van morir a causa de la fam, que va portar molts altres habitants a fugir a Nigèria. Després d'un curt període de prosperitat, les condicions alimentàries difícils van tornar el 1937 i el 1940.
Després de la Conferència de Brazzaville de 1944, a més de concedir la nacionalitat francesa als habitants d'aquests territoris, el 1946 la constitució francesa va promoure la descentralització. El 1956 el sistema colonial va tractar una vegada més d'adaptar-se mitjançant la Llei de Reforma (Loi Cadre) del 23 de juliol. Després de l'establiment de la Cinquena República Francesa el 1958, el Níger va passar a ser un estat autònom dins de la Comunitat Francesa, quan va preferir aquesta possibilitat a la independència en un referèndum que, no obstant això, va despertar sospites de frau.

### Independència

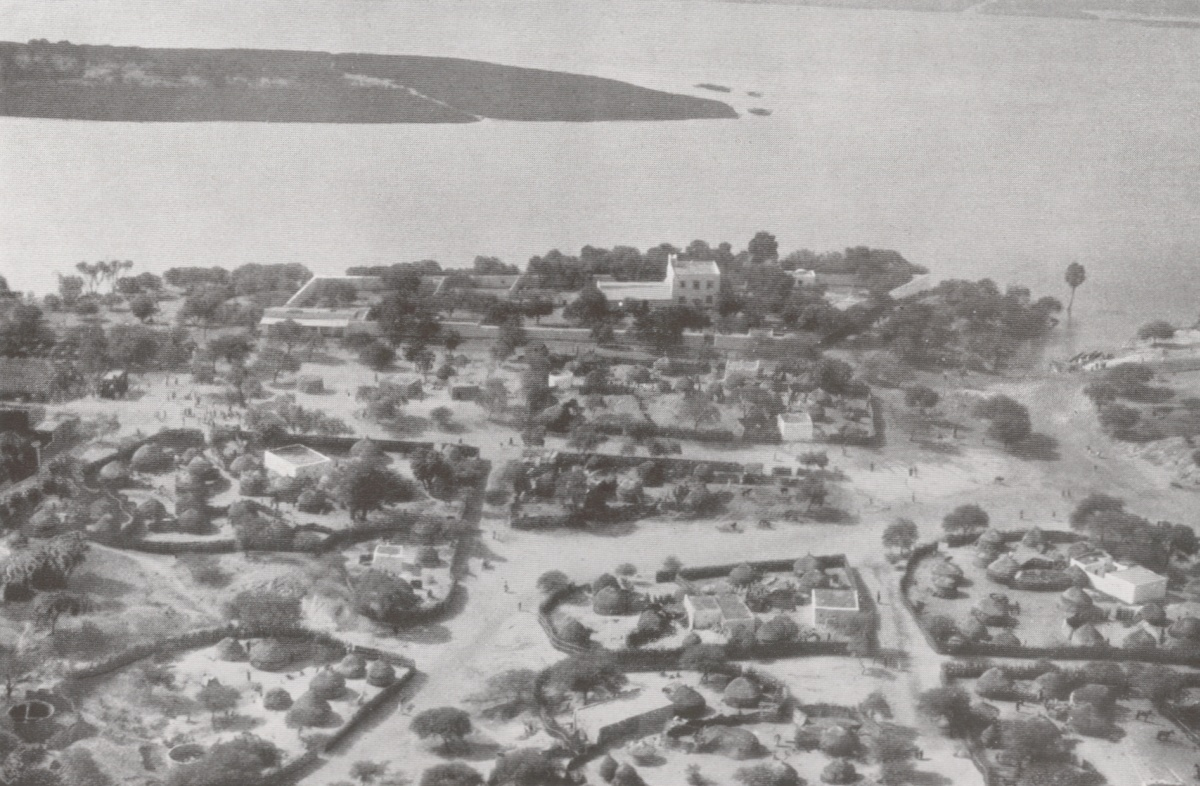
Niamey, la capital, el 1930

Dos anys després (1960) l'estat va obtenir la independència. El primer president va ser Hamani Diori, que va aconseguir la reelecció en les eleccions de 1965 i 1970, amb un govern tranquil i moderat. Tanmateix, les grans sequeres que es varen succeir a partir del 1968 començaren a generar un estat d'inquietud social i d'inestabilitat governativa, que conduïren a un primer cop d'estat militar el 1974 dirigit pel coronel Seyni Kountché, que va derrocar a Diori. Kountché va patir al mateix temps diversos intents colpistes que varen poder ser avortats, però el 1983 aconseguí formar un Consell Legislatiu de Ministres format per civils i presidit per Oumarou Maname.
Kountché va morir quatre anys més tard, i fou substituït pel seu camarada Ali Seibou, que va augmentar la seva base de poder en la dècada dels 80. La principal preocupació del seu govern va ser desenvolupar i diversificar la dèbil base econòmica i productiva de l'estat, intentant desprendre's de la dependència de l'extracció de mineral d'urani, llavors única font d'ingressos econòmics sobre la base de l'exportació. A aquests efectes, Seibou va constituir el Moviment Nacional per al Desenvolupament Social (MNSD), que quedaria convertit en l'únic partit polític legal. Mentre s'estenia la pobresa entre àmplies capes de la societat i les sequeres amenaçaven de generar fams, el MNSD va començar a sol·licitar préstecs al Fons Monetari Internacional i al Banc Mundial, que li van imposar, segons el seu costum, canvis estructurals macroeconòmics que incloïen la congelació dels salaris dels treballadors públics durant dos anys, cosa que va generar major nivell de pobresa. Les organitzacions estudiantils i obreres es van resistir a aquestes dures mesures amb manifestacions, vagues i motins que es van estendre per l'estat sencer, exigint una obertura política i l'abandó del sistema monopartidista. Aquestes accions van merèixer, en molts casos, repressió governamental que arribà en certs casos a un elevat grau de violència.
A la fi dels anys 1970 i el primer lustre dels 1980 es va presentar una fam que segons alguns càlculs es va cobrar la vida de 2.000.000 de persones.

### Anys 1990

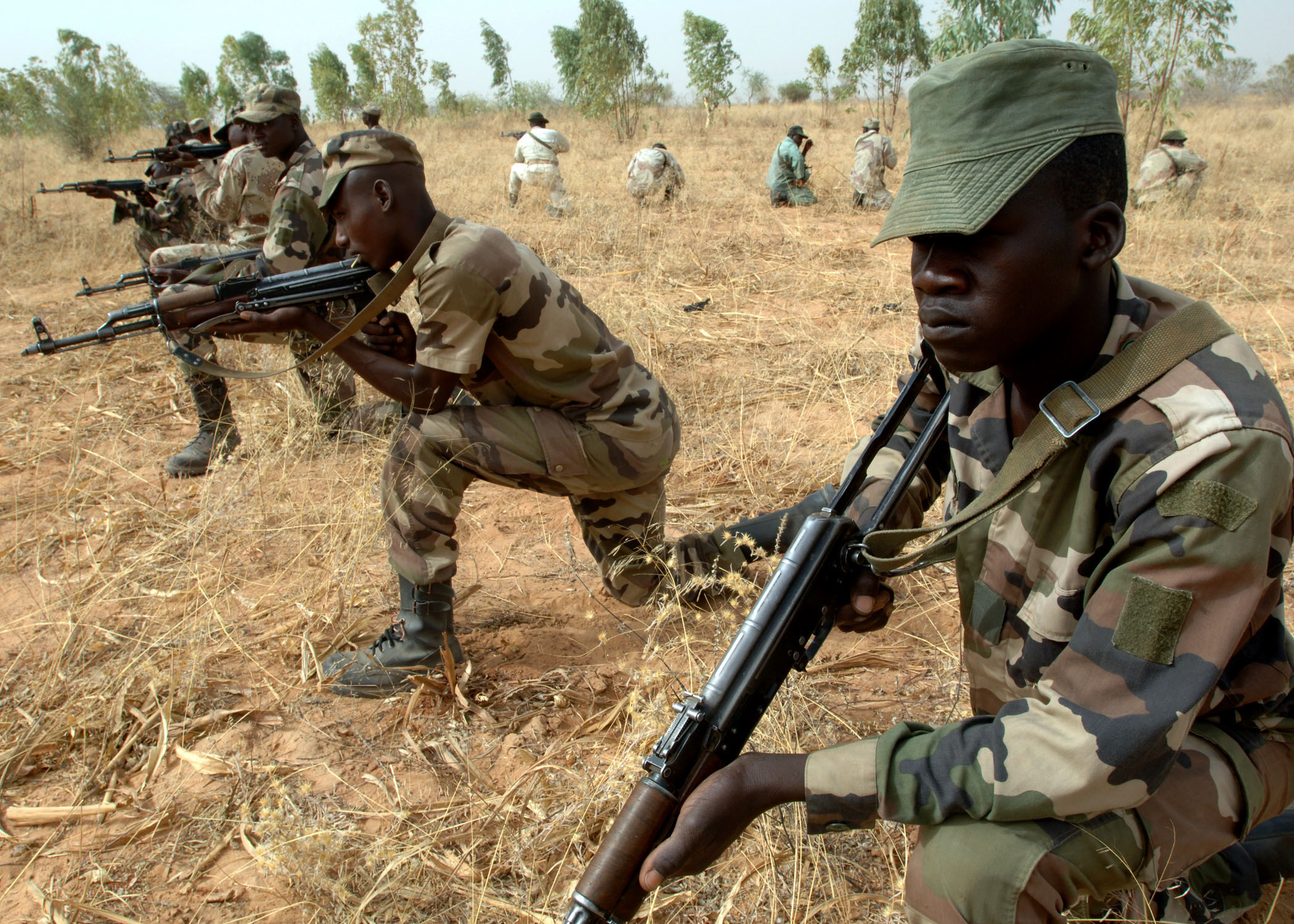
L'exèrcit ha estat protagonista de la política nigerina recent

El 1990 la fermesa de Seibou va ser superada per la pressió popular, que el va obligar a adoptar mesures àmpliament aperturistes. Així, el govern va convocar a una Conferència Nacional que aplanés el camí a una sortida democràtica: encarregà al polític Amadou Cheiffou la preparació d'un govern de transició. El 1993 es va promulgar la Constitució i es van celebrar les primeres eleccions lliures, en les quals va resultar victoriosa l'Aliança de Força per al Canvi (AFC) —una coalició de sis partits d'oposició— que va obtenir 50 dels 83 escons legislatius en disputa. El MNSD va perdre la presidència, que va passar a mans de Mahamane Ousmane, candidat d'un dels partits integrants de l'AFC.
Aquest nou govern va intentar millorar la situació econòmica, però aviat es va veure acorralat per un alçament de tuaregs, habitants de la zona nord del país. El motiu de la violència va ser que les repetides sequeres havien arrasat el bestiar d'aquest poble nòmada, que va ser obligat a convertir-se en sedentari mentre reclamava al govern una solució al problema. L'autoritat central va prometre lliurar terres als tuaregs, però no va trobar una solució fàcil a les seves demandes, cosa que va generar un conat de guerra civil que va durar fins ben entrat l'any següent (i la pau no es va signar fins al 1995). La tercera república es va proclamar el 1993 i encara que l'economia es va deteriorar es va avançar en el camp de les llibertats: referèndum constitucional, codi electoral, codi rural, llibertat de premsa i eleccions lliures. Al mateix temps, les manifestacions estudiantils continuaven i el govern seguia reprimint-les, encara que un sector de l'aliança en el poder s'hi negava. Aquestes discrepàncies van conduir a la ruptura de la coalició aquell mateix any de 1994 i a la renúncia del primer ministre. El 1995 es va formar una nova coalició que va arribar a la majoria al Congrés. Aquest avantatge de poder li va permetre exigir la renúncia de tot el poder executiu i la formació d'un nou govern, que va quedar en mans d'Hama Amadou. Les eleccions de 1995 van imposar una cohabitació entre un president i un primer ministre hostils l'un amb l'altre.
La nova situació va durar poc, perquè el gener de 1996 el coronel Ibrahim Baré Mainassara va donar un nou cop d'estat i va suspendre la vigència de la constitució. Mainassara va prometre retornar el govern al poder civil en sis mesos, i va preparar una nova constitució que va establir la IV república; va guanyar ell mateix l'elecció presidencial del juliol del 1996, però li va caldre canviar la comissió electoral durant el recompte; el seu partit va obtenir el 57% a les eleccions al parlament del novembre de 1996. Aquest frau electoral va fer retirar els ajuts internacionals i l'assistència bilateral d'alguns estats abocant Mainassara en braços de Gaddafi de Líbia, aleshores subjecte a un bloqueig internacional. Els caps opositors foren empresonats, i periodistes i sindicalistes arrestats o deportats per milícies fidels formades per militars i policies; els diaris i mitjans independents foren tancats. El 1995 el govern va signar la pau amb els rebels tuaregs i tubus que estaven revoltats des de 1990; alguns dels caps rebels foren integrats a l'exèrcit i altres van tornar a la vida civil. El 1999 es van realitzar les primeres eleccions municipals lliures, que van donar el triomf a l'oposició. Aquesta circumstància va provocar descontentament en amplis sectors militars, la reacció dels quals va ser fer assassinar Mainassara a mans de la seva guàrdia el 9 d'abril de 1999; el major Daouda Malam Wanké va pujar al poder i va establir el Consell Nacional de Reconciliació, que va preparar una nova constitució per establir la V República, inspirada en la francesa i de caràcter presidencialista. En consulta lliure la nova constitució fou aprovada el juliol de 1999 i es van celebrar eleccions legislatives (octubre de 1999) i presidencials (novembre de 1999). El vencedor en fou Mamadou Tandja al capdavant d'una coalició del Moviment Nacional pel Desenvolupament Social i la Convenció Democràtica i Social. El 3 de gener del 2000 va nomenar primer ministre (altre cop) Hama Amadú (que va exercir fins al 2007).

### Sequera del 2004
La sequera del 2004 va provocar una reducció de la producció de gra del 40% i una etapa de fam que va afectar directament quatre milions de persones, de les quals 800.000 van ser ateses exclusivament per les Nacions Unides en camps d'emergència.
Al juny de l'any 2005 les Nacions Unides van alertar d'un risc potencial de fam d'una mica més de 3,5 milions de nigerins en el segon semestre de l'any. Al juliol es va establir per les mateixes Nacions Unides un fons d'ajuda de 65 milions de dòlars d'emergència per pal·liar la situació.

### Cop d'estat del 2010
L'intent de Tandja d'estendre el seu terme de govern a un tercer mandat, va provocar el 18 de febrer de 2010 un cop d'estat. Es va fer càrrec del poder una junta (Consell Suprem per la Restauració de la Democràcia) presidida per Salou Djibo, i es van organitzar noves eleccions. El 7 d'abril de 2011 va prendre possessió el vencedor, Mahamadou Issoufou, de 58 anys, membre del PNDS (Parti Nigerien pour la Democratie et le Socialisme-Tarayya), de tendència socialdemòcrata i que havia estat fundat el 1990.

### Cop d'estat i crisi del 2023
El 26 de juliol de 2023 es va produir un cop d'estat al Níger, en el qual la guàrdia presidencial del país va detenir al president Mohamed Bazoum, i el comandant de la guàrdia presidencial, general Abdourahamane Tchiani, es va autoproclamar líder d'una nova junta militar. En resposta, el 30 de juliol de 2023, la Comunitat Econòmica dels Estats de l'Àfrica Occidental (CEDEAO) va donar als colpistes nigerins un termini d'una setmana per a retornar el poder a Bazoum o enfrontar-se a sancions internacionals i a l'ús de la força. El termini va expirar el 6 d'agost de 2023.

## Govern i política
La República del Níger es regia per la Constitució Nacional aprovada el gener de 1993, però la seva vigència va ser suspesa el 27 de gener de 1996 després del cop militar del coronel Ibrahim Baré Mainassara. Segons aquest marc, era una república presidencialista, amb un president triat cada cinc anys per sufragi lliure i universal. Un primer ministre i un consell de ministres eren, a més del president, els elements del poder executiu. El poder legislatiu, segons el mateix sistema, descansava en una Assemblea Nacional de cent tretze membres, triats també per un període de cinc anys. La justícia era administrada per una Cort Suprema, una Cort Superior i una Cort de Seguretat de l'Estat.

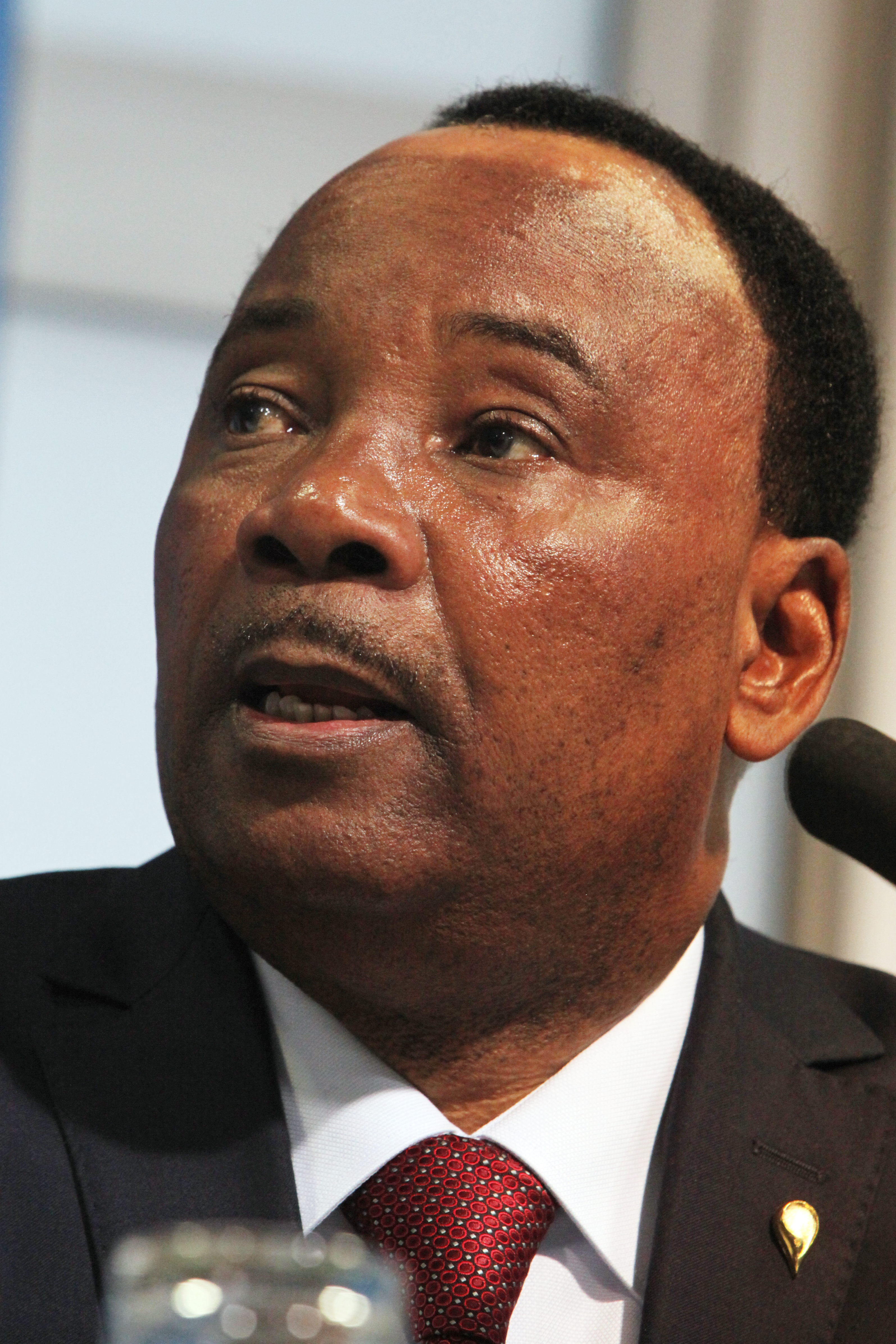
El president electe després del cop d'estat del 2010, Mahamadou Issoufu

El mandat del seu actual president, Mamadou Tandja, havia de finalitzar al desembre del 2009. No obstant això, va decidir dissoldre el Parlament i orquestrar una reforma constitucional amb la finalitat de prorrogar-lo cinc anys, per a això va convocar un referèndum. La iniciativa va ser condemnada dins i fora del país, fins i tot amb sancions internacionals, doncs eliminava molts dels obstacles de la seva autoritat, abolia els límits dels mandats, i es donava tres anys addicionals en la cadira presidencial sense celebrar eleccions. El Tribunal Constitucional va declarar aquesta consulta il·legal: Tandja va respondre amb l'abolició d'aquest organisme i va reemplaçar els seus membres amb els seus propis candidats. El 2009 aquestes decisions polítiques ja havien portat al país a ser expulsat de la Comunitat Econòmica dels Estats de l'Àfrica Occidental.
Va haver-hi molta tensió política durant uns mesos, que va desembocar el 18 de febrer de 2010 en un cop d'estat. Mentre el president i els ministres es trobaven reunits al Palau Presidencial celebrant un Consell de Ministres extraordinari, a Niamey, un grup de soldats vinguts de fora de la ciutat amb vehicles blindats, artilleria pesant i metralladores de gran calibre, liderats pel major Adamou Harouna, van protagonitzar un aixecament militar: retingueren el govern en ple no obstant els intents de frustrar-ho per la Guàrdia Presidencial.
Encara que a causa del cop la Unió Africana va expulsar el Níger, ni els inversors francesos i ni els xinesos han canviat els seus plans, que sumats registren més de sis mil milions de dòlars en instal·lacions per a l'extracció minera.
Fins a l'abril de l'any 2011 l'estat va ser governat per una Junta Militar encapçalada per l'oficial Salou Djibo
, fins al lliurament del poder al vencedor de les eleccions de l'any 2011, l'actual president Mahamadou Issoufu.
Un intent de cop d'estat va tenir lloc la nit del 30 al 31 de març del 2021, pocs dies abans de la investidura de Mohamed Bazoum, president electe en les eleccions presidencials del 24 de febrer de 2021. El 2 d'abril de 2021, Mohamed Bazoum va ser investit i va assumir el càrrec.

## Organització territorial

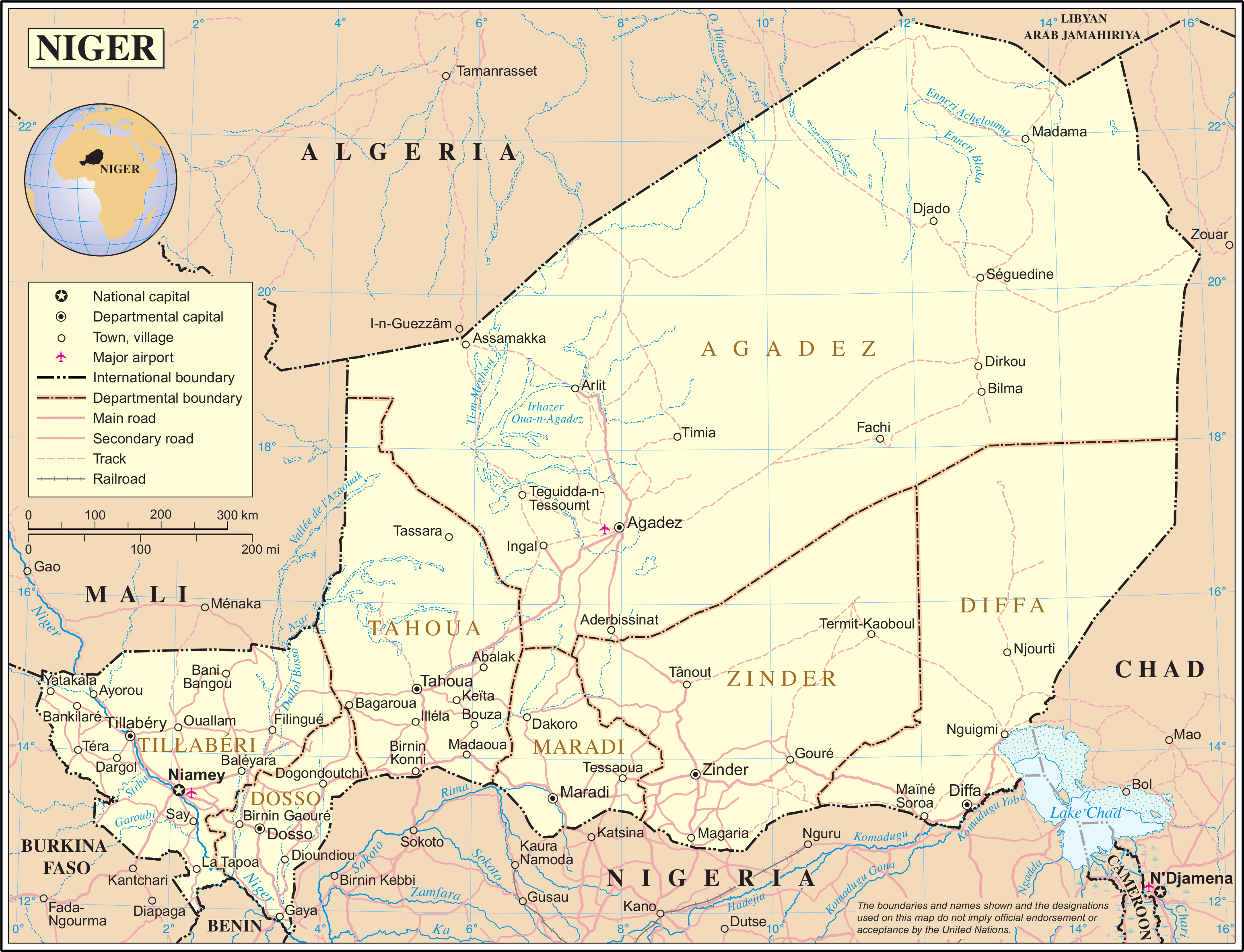
Ciutats i divisions administratives del Níger

El Níger està dividit en 7 regions més la comunitat urbana de la capital Niamey. Les regions prenen el nom de la seva capital: Agadez, Diffa, Dosso, Maradi, Tahoua, Tillabéri, Zinder.
Les regions es divideixen en departaments. Abans de l'agost del 2011 eren 36 departaments. Una nova llei els amplia fins a 63.
El 1996, el Níger va adoptar una llei de descentralització que va ser efectiva a partir del 2000. Anteriorment, l'estat estava dividit en departaments i districtes que van passar a anomenar-se respectivament regions i departaments. Les divisions administratives del Níger són set regions i un districte capital. Al seu torn, les regions estan dividides en trenta-sis departaments, composts per la seva banda per dues-centes seixanta-cinc comunes. Aquestes poden ser rurals o urbanes, corresponent en el primer cas a municipis o poblats, i en el segon a barris de les ciutats. La regió amb més departaments és la de Tahoua.
Agadez és amb molt el major departament del Níger, amb una superfície de 634.209 km², la qual cosa equival a dues vegades la grandària de Polònia. Zinder, Diffa i Tahoua també presenten àrees considerables, de més de 100.000 km². Altres departaments són Dosso, Maradi, Tillabéri i el districte capital de Niamey, que és de lluny el de menor extensió amb 670 km², comparable a l'àrea de Singapur.
Les ciutats del Níger amb una població superior als 100.000 habitants són Niamey, Zinder, Maradi, Agadez i Tahoua.

## Geografia

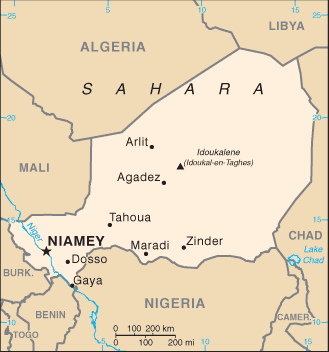
Níger

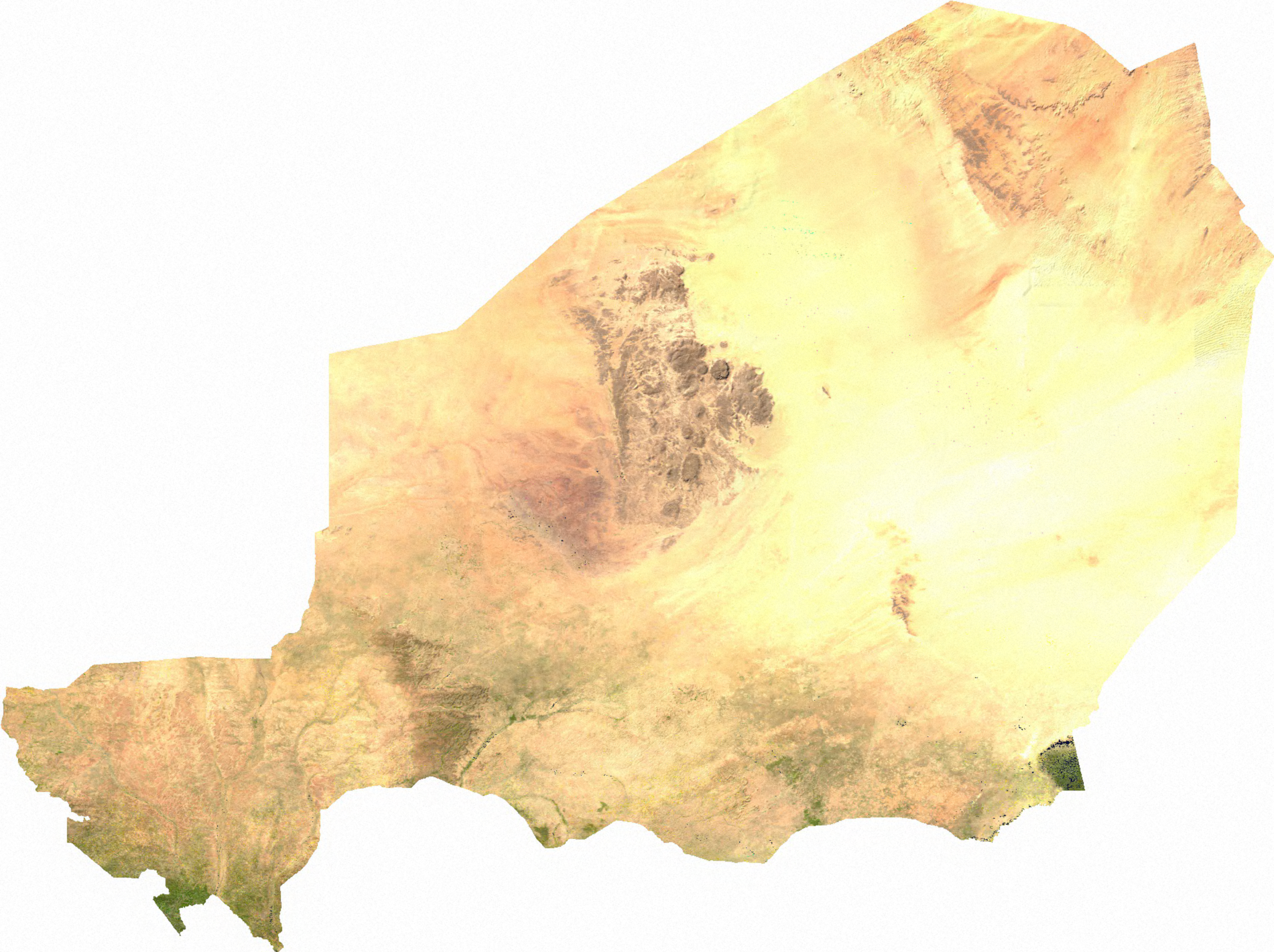
Imatge de satèl·lit del Níger

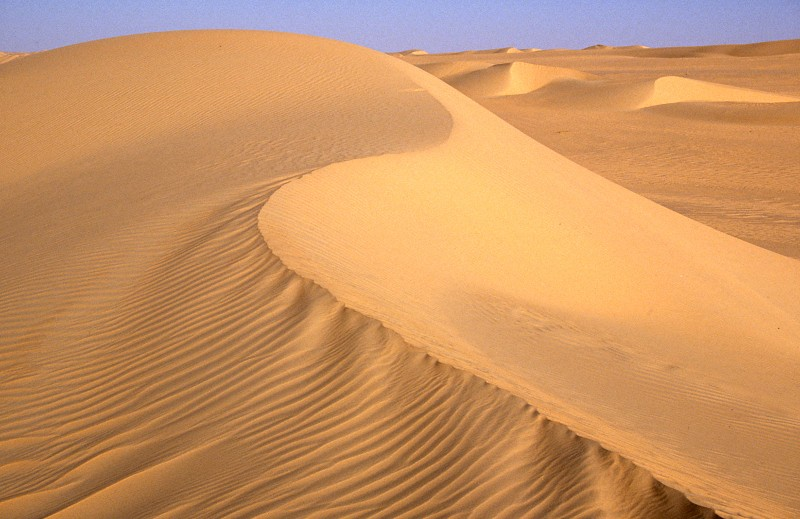
Erg de Bilma

El Níger és un estat sense litoral situat a l'Àfrica occidental. Enclavat al mig de l'occident africà, el Níger té les dues terceres parts del territori al desert del Sàhara, se situa la majoria del país entre 200 i 500 msnm, que són pràcticament inhabitables i constitueixen tot el nord de l'estat. La zona més desenvolupada és, per tant, la meridional, a la franja que segueix la frontera des de Nigèria fins a Mali, en particular a la vora del riu Níger. Presenta grans sabanes on és possible criar bestiar i practicar una agricultura primitiva. És en aquesta última regió on es troba la capital, Niamey, i la majoria de la resta de centres poblats: Zinder, Maradi i Tillabery.
El Níger és el 22è estat més gran del món, amb una àrea d'1.267.000 km², que a efectes comparatius és similar a la del Perú. Limita amb Algèria (956 km), Benín (266 km), Burkina Faso (628 km), Txad (1.175 km), Líbia (354 km), Mali (821 km) i Nigèria (1.497 km).
La zona desèrtica aconsegueix el màxim rigor al Teneré. És on hi ha massissos muntanyosos com el de l'Aïr, que té el seu màxim pic al mont Bagzane, de 2.022 msnm. Les ciutats més importants d'aquesta zona "interior" són Tahoua i Agadez. L'àrea va ser declarada Patrimoni de la Humanitat per la Unesco, i el 1992 va ser inclosa en la Llista del Patrimoni de la Humanitat en perill.
Finalment, cal assenyalar que a l'extrem sud-oriental de l'estat es troba una part del llac Txad, que el Níger comparteix amb el Txad i amb Nigèria. Més concretament, aquest es troba en una zona habitada pels Beri. Aquest costat i el riu Níger (al sud-est) subministren la major part de l'aigua potable de l'estat.

### Clima
El clima del Níger és principalment sec, amb molt de desert. A l'extrem sud hi ha el clima tropical als marges del riu Níger. Al desert hi predominen les planes al sud i les dunes al nord.
El clima nigerí és un dels més durs del món: presenta les temperatures més elevades de tot el planeta: és tan calent que la temperatura mitjana supera els 30 °C. Ha sofert un fort procés de desertificació durant l'últim mig segle, perdent de mitjana més de 100 mm d'aigua de pluja.
Les altes temperatures i el clima desèrtic posen el territori nigerí en permanent perill a causa de les sequeres periòdiques. El poc reg artificial i l'escassa superfície de terres cultivables comporten altres problemes, com el sobrepasturatge i la desertificació per la mà humana. Altres problemes ecològics en són la caça furtiva, les nombroses espècies en perill d'extinció, l'erosió i la desforestació.

### Hidrografia

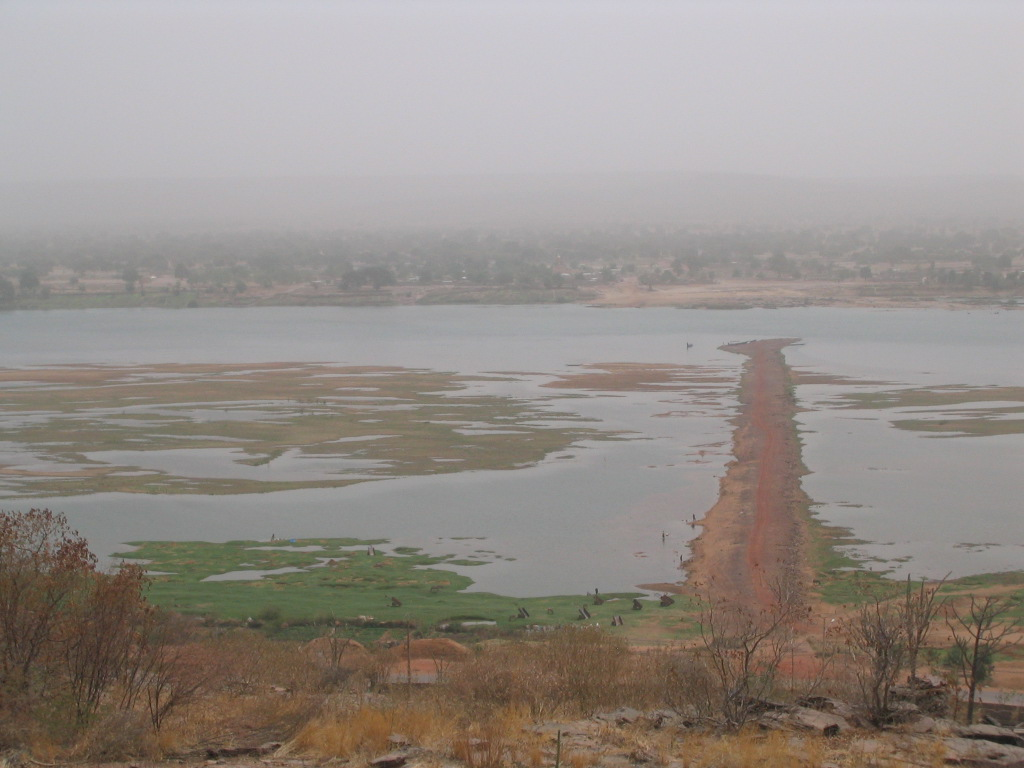
Riu Níger

La principal conca és la del riu Níger, que és crucial per al comerç, l'agricultura, la pesca i el turisme. El seu principal afluent és el Benue. Amb 4.200 km de distància, n'és el tercer a escala continental, després del Nil i del Congo. Neix a la frontera entre Sierra Leone i Guinea, flueix d'occident a orient, passa abans del Níger per Mali. Després de travessar l'estat entra a Nigèria, on desemboca en un ampli delta a l'Atlàntic. En aquest sentit constitueix la principal font de comunicació amb l'exterior, així com el seu principal canal per a l'exportació.
A l'extrem sud-oriental es troba una part del llac Txad, que el Níger comparteix amb el Txad, amb Nigèria i el Camerun. En aquesta àrea habiten els Beri. Al costat del riu Níger, el llac subministra la major part de l'aigua potable de l'estat.

### Ecologia

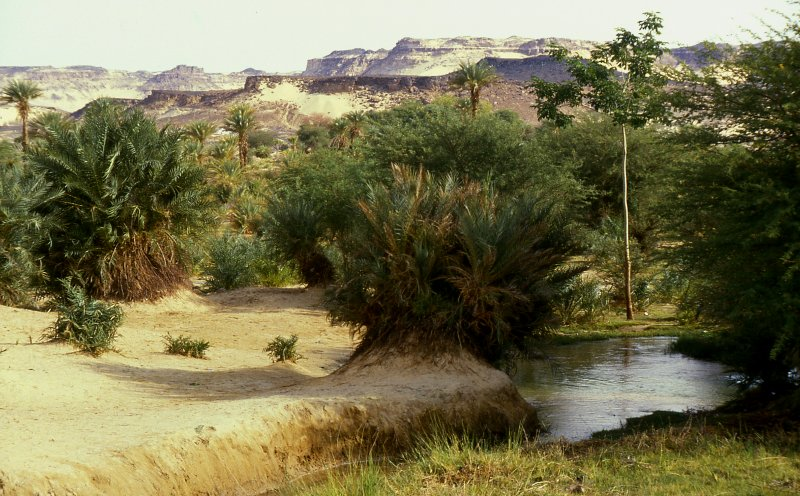
Oasi de Bilma

Les altes temperatures i el clima desèrtic posen el territori nigerí en permanent perill a causa de les sequeres periòdiques. El poc reg artificial i l'escassa superfície de terres cultivables comporten altres problemes, com el sobrepastoreig i la desertificació antròpica.
Altres problemes ecològics del país són la caça furtiva, la pressió sobre les nombroses espècies en perill d'extinció, l'erosió i la desforestació.
Els principals biomes presents al Níger són el desert, al nord, i la sabana, al sud. Segons WWF, les principals ecoregions del Níger són, de nord a sud, el desert del Sàhara, l'estepa i la sabana arbrada del Sàhara meridional, la sabana d'acàcies del Sahel i la sabana sudanesa occidental.
A més, hi són presents la muntanya xeròfila del Sàhara occidental a les muntanyes d'Aïr i la sabana inundada del llac Txad, al voltant del llac Txad, al sud-est.

## Economia
El Níger és un estat africà subsaharià sense sortida al mar. És considerat per diversos estàndards com l'estat més pobre del món i un perfecte exemple de "tercer món". L'economia del Níger es basa en l'agricultura, el pasturatge i en exportacions a la baixa d'urani. La devaluació del 50% del franc CFA el gener del 1994 va fer augmentar les exportacions de bestiar, mongetes verdes, cebes i productes de la petita indústria cotonera del Níger. El govern confia en l'ajuda bilateral i multilateral -que va ser suspesa després del cop d'estat d'abril del 1999- per a les despeses d'explotació i la inversió pública. Les perspectives a curt termini depenen de les negociacions amb el Banc Mundial i l'FMI.

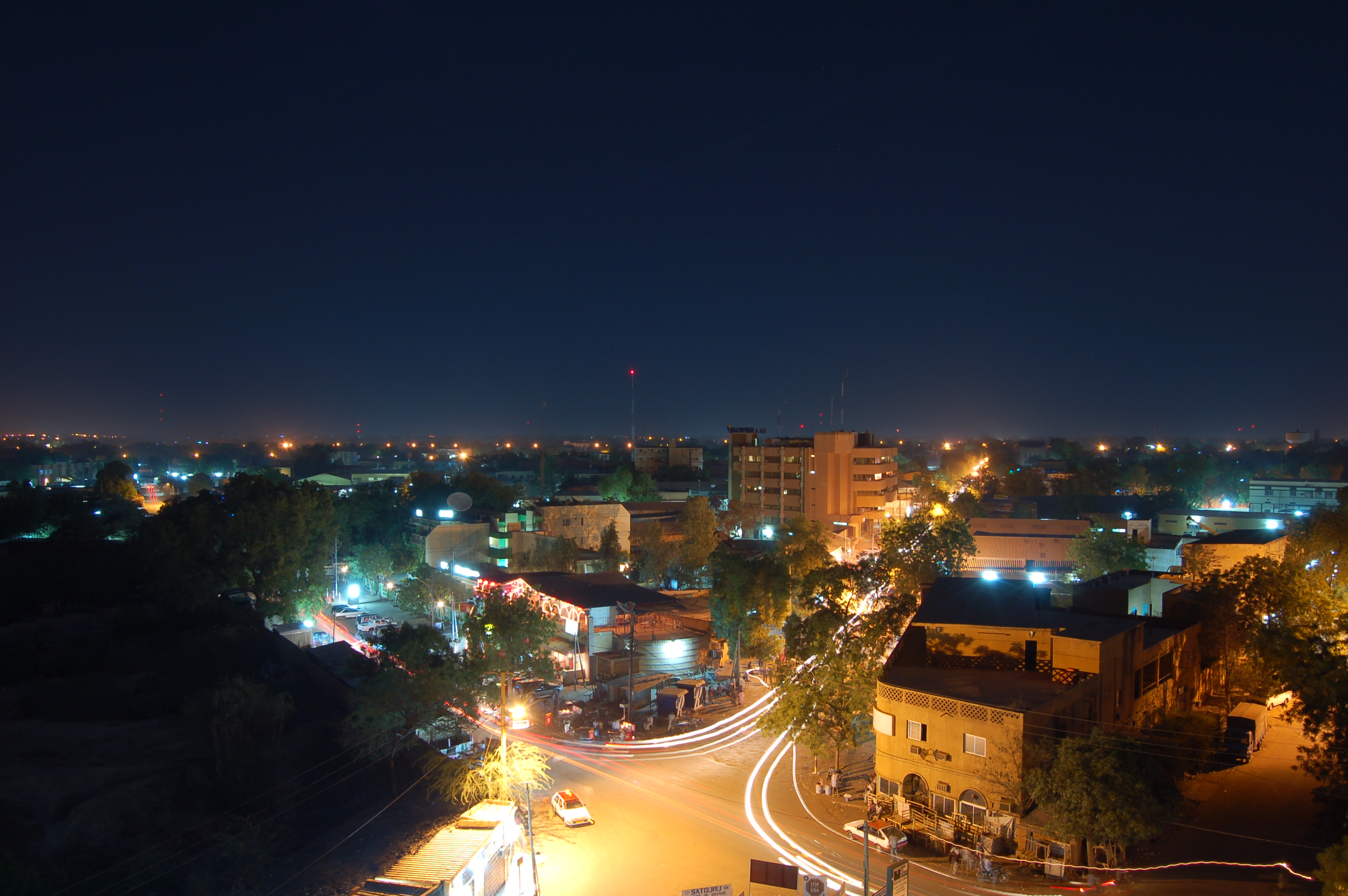
Vista nocturna de Niamey

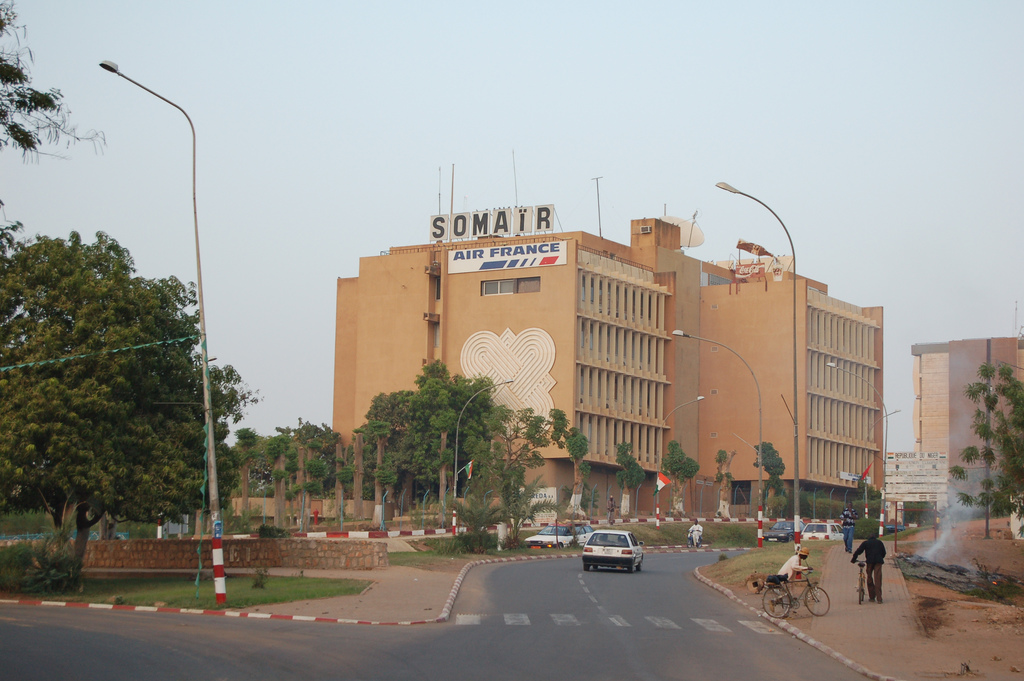
Edifici de Somair

L'economia del Níger és una de les menors dels estats perifèrics i està basada en el pasturatge i l'agricultura. L'explotació mineral d'urani correspon per la seva banda al 31% dels ingressos per exportacions, i és el tercer productor mundial d'aquest material.
El nord i l'est del Níger, constituït per l'altiplà del Djad i part del desert de Teneré, és aprofitat per comunitats nòmades per al pasturatge de bestiar boví i caprí. El sud i l'oest, amb majors precipitacions, està constituït per població sedentària dedicada a l'agricultura del mill i la melca, que constitueixen l'aliment bàsic de la població. El cacauet es dirigeix a l'exportació. Amb prou feines queden restes de boscos que fins a mitjan segle xx ocupaven la part sud del territori i que van ser talats per usar-se com a llenya. L'escassa activitat agropecuària està limitada pels 660 km² de terres amb regadiu i amb el 3,9% de la superfície nacional que és apta per als cultius. A més dels conreus esmentats, el Níger produeix moniatos, blat de moro, arròs, plàtans i tomàquets. El 2000 el Níger va ser reconegut com un estat en vies de desenvolupament altament endeutat o HIPC.

### Mineria

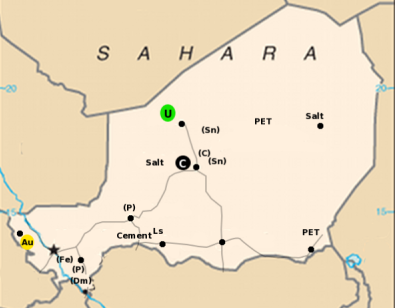
Llocs d'extracció minera del Níger

El principal producte miner és l'urani, una indústria que ha rebut grans inversions estrangeres, en particular de la companyia estatal francesa Areva, i del qual és el quart estat productor després del Kazakhstan, Canadà i Austràlia. Altres recursos miners són el carbó, el ferro, el fosfat, l'or i el petroli. La indústria està gairebé exclusivament vinculada a l'agricultura en forma de transformació i envasat de productes agrícoles. El 2002 ocupa el tercer lloc com a exportador mundial de mineral d'urani, que constitueix el 80% del valor total de les seves exportacions.
Altres productes minerals són l'estany, el zinc, el molibdè, el ferro i el fosfat de sodi. Les mines de sal d'Agadez i Bilma són explotades de manera artesanal per les caravanes, que la transporten a les grans ciutats del Níger i Benín.

### Comerç exterior

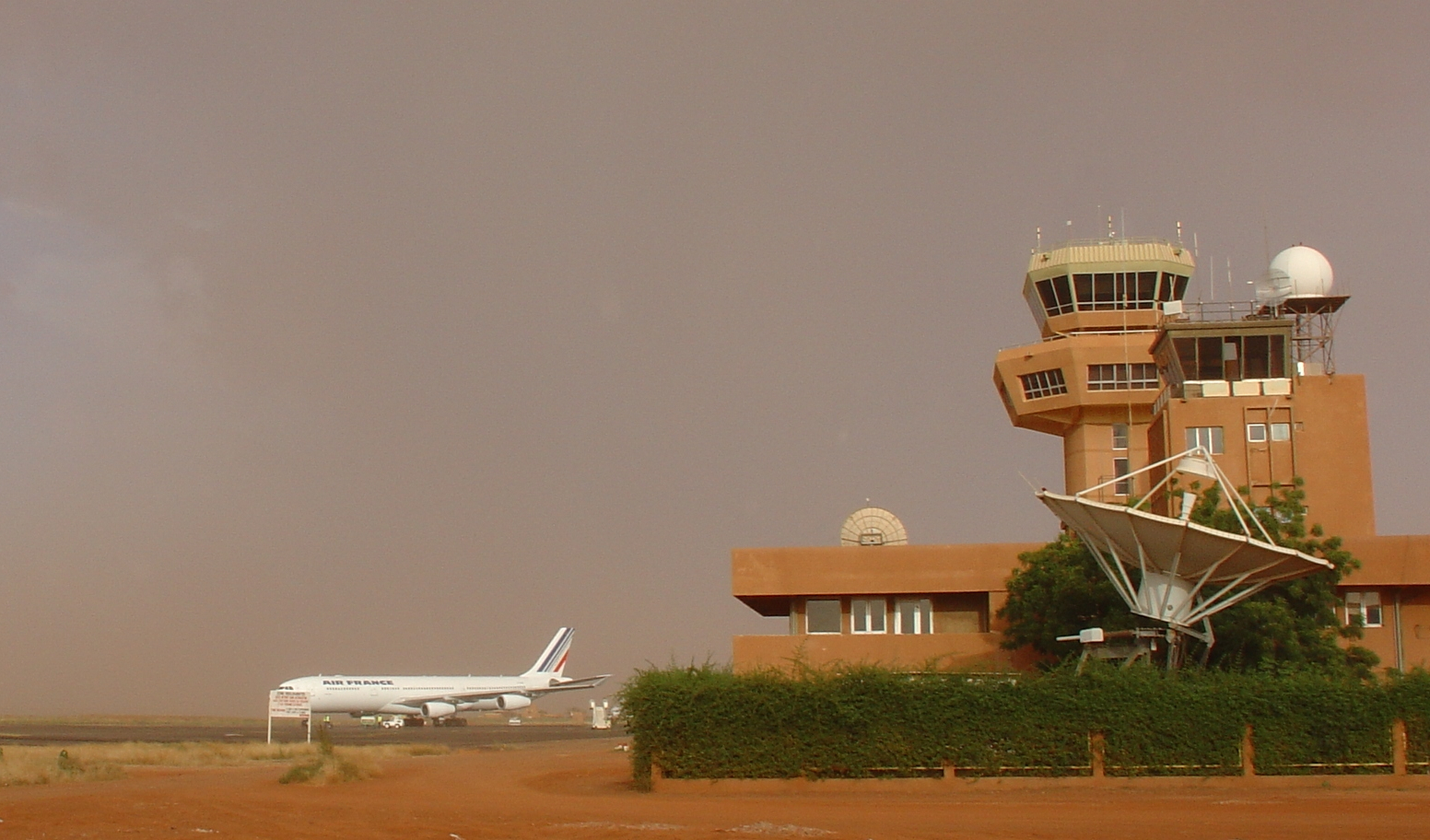
Aeroport de Niamey

La moneda del Níger és el franc CFA, que el 2005 tenia una paritat amb el dòlar nord-americà de 525,85. La seva renda, de 900 dòlars per capita (2004), és una de les més baixes del món. L'estat està altament endeutat amb el Fons Monetari Internacional i el Banc Mundial. La balança de pagaments és desfavorable, i les importacions se centren en maquinària, petroli i cotó.

## Demografia

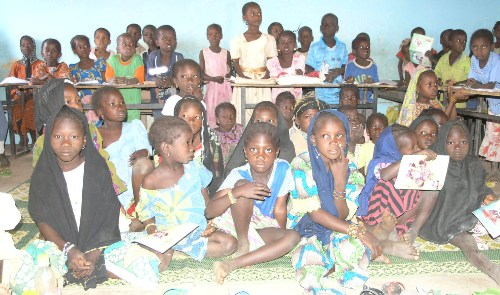
Nens en una escola primària

El Níger és el 63è estat més poblat del món, amb una població propera als 13 milions d'habitants, que a efectes comparatius és similar a la de l'Equador. L'any 2006 el Níger tenia 12.525.000 habitants, aquesta presentava la següent composició ètnica (2001): hausses (56%), djerma (22%), fula (9%), tuaregs (8%) i amazics (4%). Es professen aquestes religions: musulmans (80%); animistes locals i catòlics (20%). Es calcula que hi viuen uns 10.000 francesos. L'idioma oficial és el francès, encara que només una petita part de la població el parla. La principal llengua materna és l'hausa, que serveix de lingua franca entre els diferents grups ètnics, i és parlada com a idioma matern pel 56% dels nigerins. L'esperança de vida n'és de 43 anys. La mitjana de fills per dona és de 7,03, la taxa més alta del món, la qual cosa està provocant un augment poblacional mai vist en la història d'aquest pobre país. De la mateixa manera, la seva taxa de natalitat és la més alta del món, amb 51,6 naixements per 1.000 habitants, encara que la de mortalitat és així mateix elevada: se situa en el lloc divuit en l'escala mundial amb 14,83 morts per mil habitants. La mortalitat infantil és de les majors del món, amb 116,66 defuncions per 1.000 habitants, i la seva esperança de vida és una de les més baixes. Tan sols el 17,6% de la població està alfabetitzada. D'acord amb estimacions de l'any 2012, sis localitats nigerines sobrepassaven els 100.000 residents; aquestes eren: la capital Niamey (1.058.847 habitants), Zinder (263.766), Maradi (188.008), Arlit (128.807), Agadez (118.647) i Tahoua (110.046).

### Evolució demogràfica
El Níger ha presentat durant els últims cent vint anys la següent evolució demogràfica:

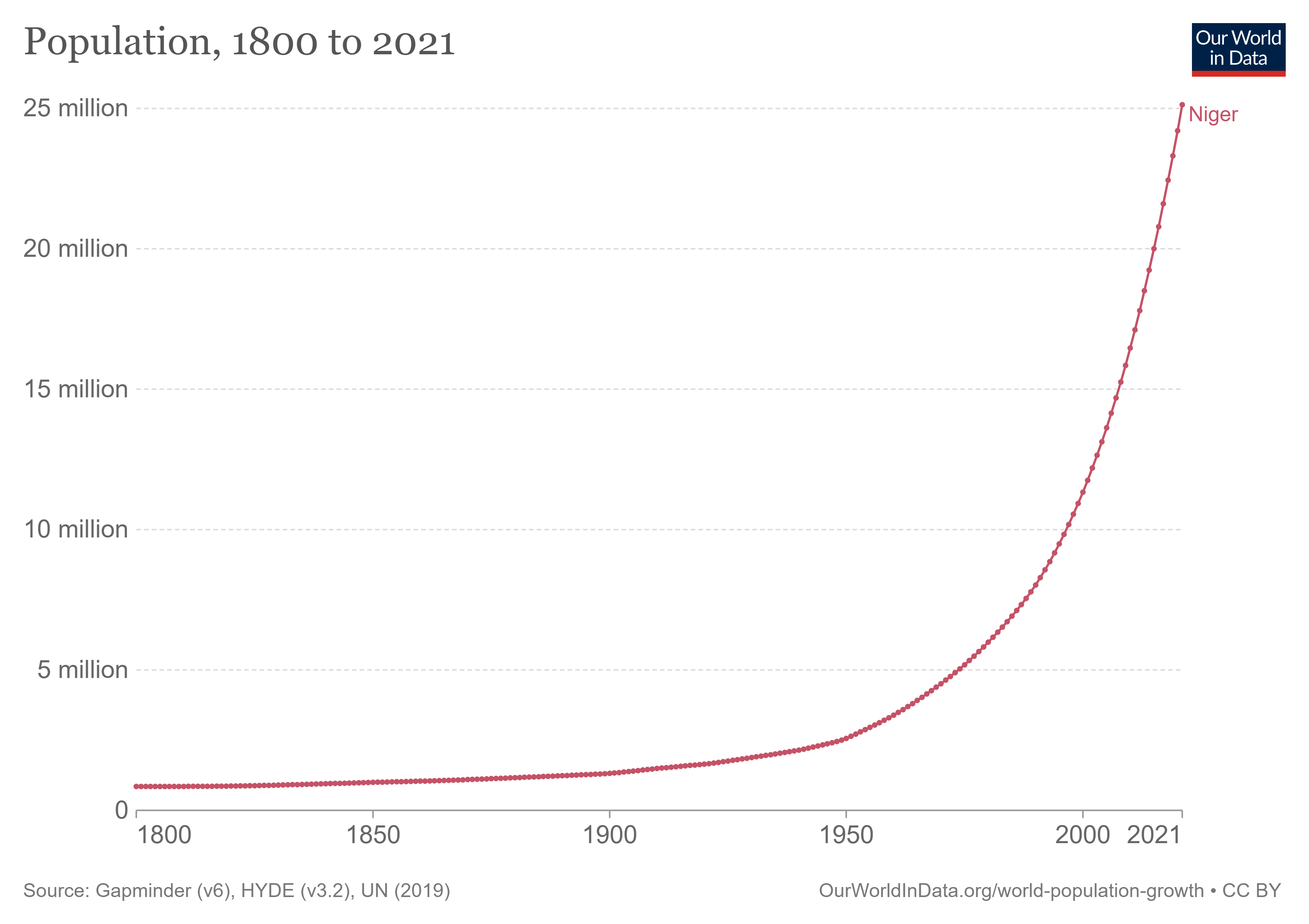
Evolució demogràfica del Níger

- 1890- 1,4 milions.
- 1900- 1,5 milions.
- 1910- 1,6 milions.
- 1920- 1,8 milions.
- 1930- 2 milions.
- 1940- 2,2 milions.
- 1950- 2,4 milions.
- 1960- 3 milions.
- 1970- 4,2 milions.
- 1980- 5,6 milions.
- 1990- 7,7 milions.
- 2000- 10,1 milions.
- 2010- 14,3 milions.

## Religió
L'islam va arribar al país en el segle x. Entre el 80% i el 90% de la població és musulmana, de la qual un 95% és sunnita i només un 5% xiïta. La resta dels nigerins són animistes locals i catòlics. No es disposa de dades sobre els ateus.

## Cultura
El Níger constitueix un veritable mosaic de grups ètnics, costums i cultures molt diferents. Habiten el centre i el sud-est els haussa amb un alt índex de mestissatge. A les fronteres amb Benín i Mali viuen els songhay. Els tuaregs ocupen el Massís d'Aïr. A les planes entre Tibesti i el Txad habiten els tubu. Mentre que els peul se situen a les regions meridionals. Totes aquestes ètnies sobreviuen en un dels territoris més pobres del continent africà. L'esperança de vida dels nigerins ronda els 46 anys, la mortalitat infantil és molt elevada i únicament 18 habitants de cada 100 estan alfabetitzats. Aquesta societat multiètnica es distribueix entre nòmades i sedentaris, està fortament influenciada pel comerç com a forma de vida. Per als viatgers de les caravanes el dejuni durant el ramadà està perdonat. Els costums no obeeixen només la religió sinó una manera de viure que els permet enfrontar condicions adverses determinades pel clima i la geografia, però empitjorades per les fluctuacions de la seva economia i la pobresa.

## Esports

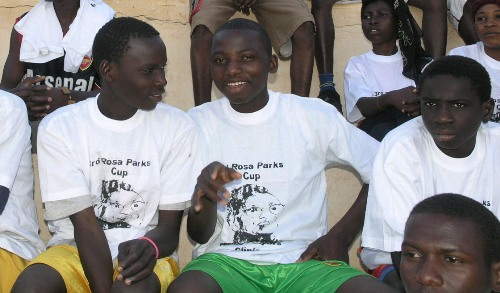
Joves esportistes a Zinder

La selecció de futbol del Níger és l'equip que representa l'estat en les competicions oficials internacionals. La seva organització està a càrrec de la Federació Nigerina de Futbol, pertanyent a la Confederació Africana de Futbol. No ha participat en la Copa Mundial de Futbol ni en la disciplina dels Jocs Olímpics, però va aconseguir classificar-se en les últimes dues edicions de la Copa Africana de Nacions.
La selecció juga els partits a l'estadi Seyni Kountché de Niamey, amb capacitat per a 35.000 espectadors, anomenat així en record de Seyni Kountché. També disputen en les seves pistes partits de lliga els equips Sahel SC, Olympic FC de Niamey, Zumunta AC i JS de Teneré.

### Jocs Olímpics
- Níger en els Jocs Olímpics

En els Jocs Olímpics el Níger està representat pel Comitè Olímpic del Níger. A Múnic de 1972 el boxador Issaka Dabore va aconseguir el bronze en la categoria pes wélter.